# Maldives Airways

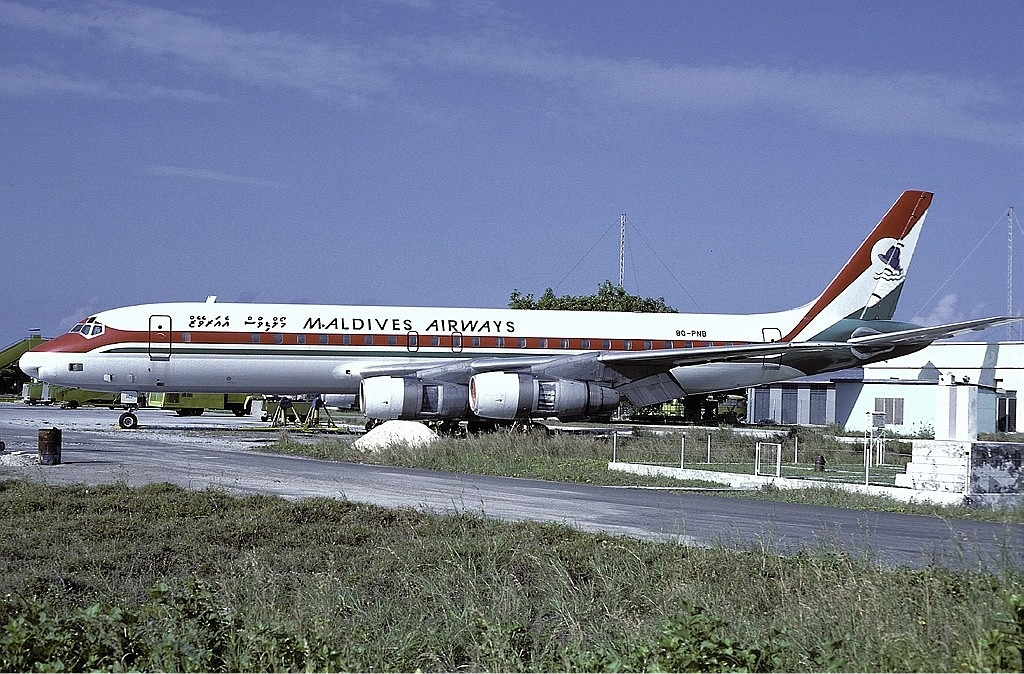
Douglas DC-8 авіакомпанії Maldives Airways в міжнародному аеропорту Мале, 1987 рік

Maldives Airways — перша авіакомпанія Мальдів зі штаб-квартирою в Мале, яка здійснювала авіаперевезення всередині країни на літаку Douglas DC-8.
Портом приписки авіакомпанії був міжнародний аеропорт Мале.

## Історія
Maldives Airways була заснована в 1984 році Організацією визволення Палестини (ОВП), яка так само була засновником і власником іншої авіакомпанії Transportes Aéreos da Guiné-Bissau. Обидва перевізника очолювалися Фаізом Заіданом, який згодом став відповідальним за цивільну авіацію в палестинській адміністрації. Maldives Airways була однією з багатьох авіакомпаній, яке прикривало секретну діяльність ООП, і займалася нелегальним перевезенням зброї, наркотиків для Палестинської національної адміністрації.
Уряд Мальдів видав авіакомпанії дозвіл на польоти по країні без будь-яких обмежень. Досі залишається неясним питання, чи був він поінформований про діяльність перевізника. Літаки Maldives Airways часто спостерігалися на стоянках в міжнародному аеропорту Мале, однак не було відомостей про маршрутну мережу авіакомпанії. Відомо лише про один регулярний маршрут перевезення між Мале і аеропортом міста Дубай.
У 1986 році Maldives Airways оголосила себе банкрутом. В наступному році її два літака DC-8 були продані американській вантажній авіакомпанії Kalitta Air.